# 崆峒镇
崆峒镇，是中华人民共和国甘肃省平凉市崆峒区下辖的一个乡镇级行政单位。

## 行政区划
崆峒镇下辖以下地区：
祁河村、甘沟村、中河村、高岭村、贾咀村、北岭村、西沟村、官庄村、韩家沟村、蒋家沟村、寨子街村、太统村、鸦儿沟村和榆树村。